# Sainte-Odile-sur-Rimouski
Sainte-Odile-sur-Rimouski est une ancienne municipalité de village du Bas-Saint-Laurent au Québec (Canada). Érigée en municipalité en 1942, après la scission d'une partie de la paroisse de Saint-Germain-de-Rimouski, elle a été fusionnée à Rimouski lors des réorganisations municipales québécoises de 2002 et est depuis un district de cette ville.

## Démographie
En 2001, la population de Sainte-Odile-sur-Rimouski était de 1463 habitants selon le recensement de Statistique Canada.

## Historique

### Les débuts
Deux secteurs périphériques de la paroisse de Saint-Germain-de-Rimouski, les secteurs dits du « Brûlé » et du « Beauséjour », s'identifient faiblement à la zone plus urbanisée au nord. En 1939, les autorités religieuses retirent le territoire de la paroisse pour créer une desserte, qui sera érigée en paroisse l'année suivante. La municipalité sera créée le 14 décembre 1942.

### Fusion avec Rimouski
Sainte-Odile-sur-Rimouski a été fusionnée à Rimouski lors des réorganisations municipales québécoises de 2002. Depuis 2002, Sainte-Odile-sur-Rimouski forme l'un des districts électoraux représentés au conseil municipal de la ville de Rimouski.